# 巴东县各级文物保护单位列表
以下为湖北省恩施土家族苗族自治州巴东县各级文物保护单位列表。

## 湖北省文物保护单位
- 秋风亭（3-89）
- 治理西陵峡航道摩崖题刻（3-127）
- 狮子包古建筑群（4-36）
- 段德昌殉难处及墓（5-357）
- 邓玉麟将军故居及墓（5-358）
- 巴东红旗渠（7-19）

| 名称 | 编号 | 分类 | 时代 | 地点 | 公布 | 图片 |
| ---- | ---- | ---- | ---- | ---- | ---- | ---- |